# Погребняк, Павел Исидорович
Павел Исидорович Погребняк (Погребнюк)  (1865 — ?) —  крестьянин, член Государственной думы Российской империи I созыва от Волынской губернии.

## Биография
По национальности украинец («малоросс»). Крестьянин Острожского уезда Волынской губернии. Выпускник народного училища. Являлся сборщиком податей.  На момент избрания в Думу в партиях не состоял. Занимался земледелием.

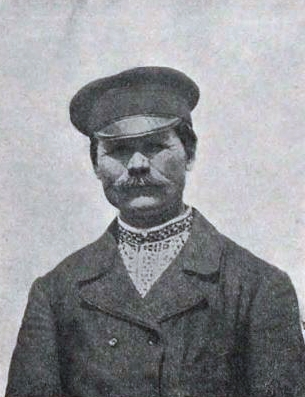
П. И. Погребняк, 1906

15 апреля 1906 избран в Государственную думу Российской империи I созыва от общего состава выборщиков Волынского губернского избирательного собрания. Политическая позиция в Думе определена как "беспартийный правый",  что подтверждают трудовики в своём издании «Работы Первой Государственной Думы», они характеризуют политическую позицию Погребняка как «Б. пр.», что означает, что беспартийный Погребняк поселился на казённой квартире Ерогина, нанятой на государственные деньги для малоимущих депутатов, специально для их обработки в проправительственном духе, и оставался там до конца работы Думы.
Дальнейшая судьба и дата смерти неизвестны.